# あんたがたどこさ
あんたがたどこさは、童歌（わらべうた）の中の手鞠歌のひとつ。正式な題名は肥後手まり唄。舞台となった場所については熊本県熊本市とする説があるが、埼玉県川越市とする異説もある。

## 歌詞

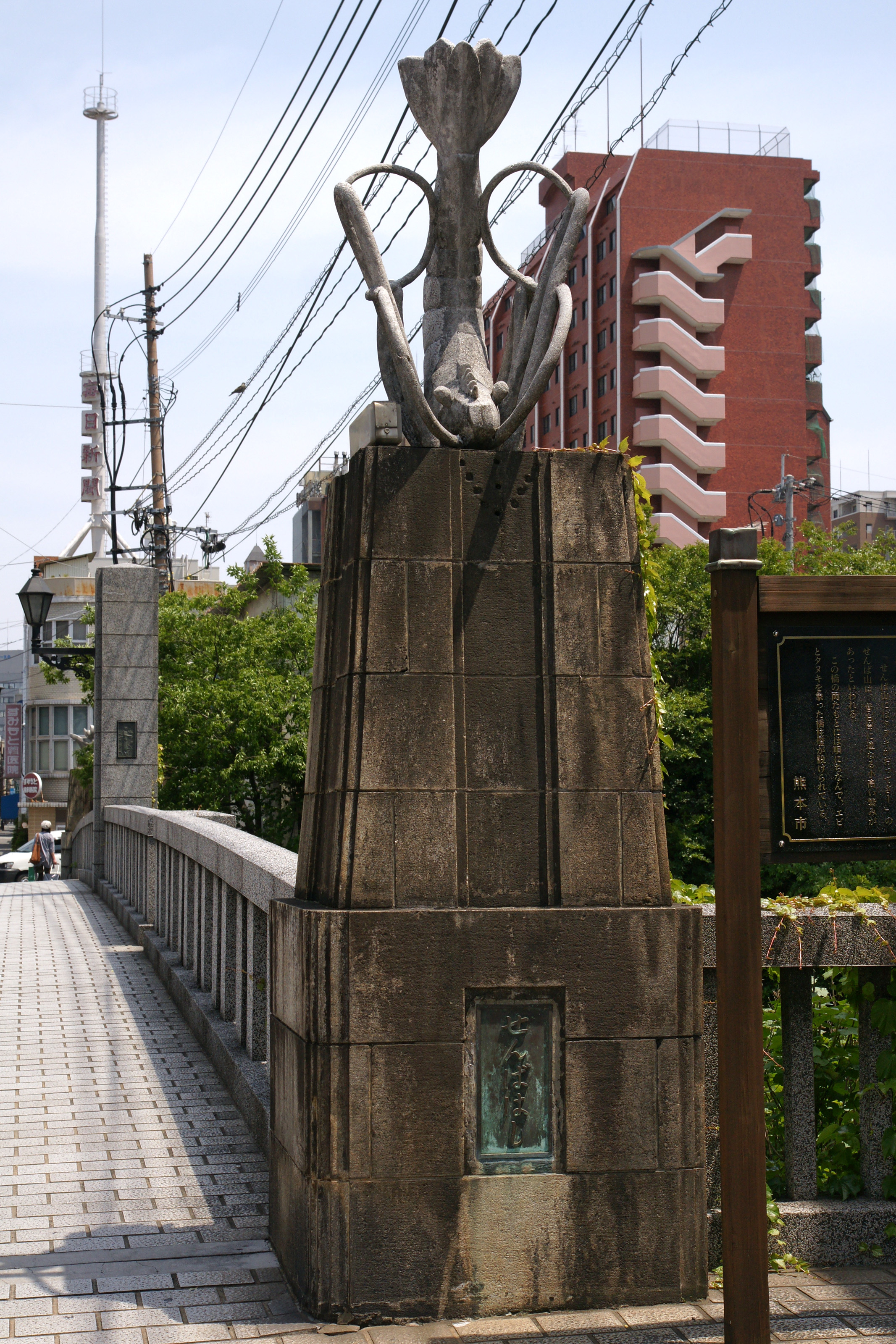
エビをかたどった船場橋の橋柱燈

一般的な歌詞は次のとおり。
歌詞がタヌキではなくエビになっているものも存在し、熊本政治新聞社『肥後民謡』（1953年）ではこちらが紹介されている。
また、九州では「それを木の葉でちょいと隠（かぶ）せ」ではなく、「うまさのさっさっさー」になっている場合が多々あり、実際、歌の舞台となっている船場橋（路面電車の停留場名としては「洗馬橋」の表記となっている）一帯でも「うまさのさっさっさー」の歌詞で広く伝わっているため、こちらが原型であるという説もある。
この歌詞でまりつきをする時は、歌詞の「さ」でまりをついた手とまりの間に足を通す。また、最後の「隠せ」ではまりを袴で覆ってしゃがむ。まりが袴から転がり出してしまったら失敗となる。和服を着ていなければスカートで代えることができる。ただしズボンではこれが出来ない。

## 異説
「あんたがたどこさ」を関東地方の童歌とする資料・研究が多方面からなされている。実際、唄われている歌詞は熊本弁ではなく完全な関東方言である、と古くから研究者の指摘が多い。熊本のことが触れられているだけで、熊本で生まれた童歌ではない、とする熊本の研究家も少なからずいる。
この童歌の発祥地は、武蔵国川越藩（埼玉県川越市）とする説である。
「あんたがたどこさ」のような「問答歌」は、幕末から明治時代初期に生まれた手鞠歌の形式である。
太田信一郎『童謡を訪ねて』によると戊辰戦争に出兵した熊本人が川越市の仙波山に駐屯した際の現地の子供たちとのやりとりが元になっているという。薩長軍は彰義隊の残党である振武隊を追って川越城に進駐し、城に隣接する仙波山に駐屯していた。仙波山とは仙波古墳群のある周辺一帯の別名である（熊本には船場川はあっても船場山や仙波山という地はない）。仙波山付近の子供たちが兵士にどこからきたのか尋ね、熊本藩出身の兵士が答える様子が歌詞に描かれているという。「肥後どこさ　熊本さ」という問答は肥後（熊本）に不案内な関東だからあり得る会話で、官軍に帰順した川越藩の子供たちが立派な銃を所持している官軍兵士のご機嫌を取っている場面が唄われている、などの説である。
川越の仙波山は、「古狸」と呼ばれた江戸幕府開祖の徳川家康を祀る「日本三大東照宮」のひとつ仙波東照宮がある。また川越城内には「通りゃんせ」の発祥の地とされている三芳野神社（異説あり）もある。異説の根拠としては肥後の地元住民同士が出身を聞きあうのは不自然で、熊本の船場から来た人に対して川越の子どもたちが「川越の仙波山にも狸がいる」と返答するほうが自然とみる。
これに対し、2016年3月19日放送のNHK『ブラタモリ』で熊本市が取り上げられたときは、熊本市新町付近は堀が作られ、その堀を作ったときの土を盛り上げた土塁を「せんば山」と呼んでおり、そこに狸がいたことが示されている。
なお、この異説の元となっている太田信一郎『童謡を訪ねて』には、この説について「地元川越市の郷土史研究家によって明らかにされています」とのみ説明しているが、その出典は明らかにされていない。一方、川越郷土史研究家で川越市史の編纂に当たった岡村一郎は、川越でなく「熊本城下の洗馬山のほうが正しい」としている。

## 地域シンボル
歌の舞台となったといわれる船場町の近くにある熊本市電洗馬橋停留場では、1992年2月に狸像が設置され電車接近時にこの曲が流れるようになった。

## カバー
- 藤圭子のアルバム『圭子のわらべ唄／藤圭子とグリーメン』JRS-7174（1971年）収録。編曲：小杉太一郎。

## アレンジ・モチーフ・作品への起用
- 1976年発売のデンセンマン、伊東四朗、小松政夫、スクールメイツ・ジュニア「デンセンマンの電線音頭」に、「それを猟師が〜」以下のフレーズが使われている[6]。
- 外山雄三作曲の管弦楽曲「管弦楽のためのラプソディ」に「あんたがたどこさ」のメロディが使用されている。
- 林大地作曲の吹奏楽曲「「あんたがたどこさ」の主題による幻想曲」（全日本吹奏楽連盟による全日本吹奏楽コンクールの2019年度課題曲I、第29回朝日作曲賞受賞作品）は、「あんたがたどこさ」の旋律を用いて様々に変容する変奏曲風の楽曲である。
- 『LIFE!〜人生に捧げるコント〜』の番組内ドラマ『夜の連続テレビ小説 うっちゃん』オープニング曲として使用されている。
- 1986年[7]から放送されたヤクルト本社が発売している栄養ドリンク「タフマン」のCMで出演者の伊東四朗が最後に「あんたがたタフマン♪」と替え歌によるサウンドロゴで締めている。このサウンドロゴは日本では2010年代においても広く知られており、2011年に伊東が出演する「タフマン」のCMの製作・放送を再開した際、その理由の一つに「あんたがたタフマン♪」のサウンドロゴと伊東のイメージが強いことが挙げられていた[8]。
- ばってん少女隊が2023年に発表したシングル曲「あんたがたどこさ〜甘口しょうゆ仕立て〜」で、ダンス・ミュージックにアレンジされている[9]。